# ペントバルビタール
ペントバルビタール (Pentobarbital) は、短－中時間作用型のバルビツール酸系の鎮静催眠薬である。錠剤型の商品ラボナが販売されている。
バルビツール酸系は極力処方を回避すべしとされ、日本睡眠学会も現在は睡眠薬としてほとんど用いられないとしている。過剰摂取時に致死性の高い薬の1位の薬だと同定されている。獣医学や動物実験では麻酔薬や安楽死の薬として用いられてきたが、日本では2019年から医薬品グレード品の入手が困難になったため安楽死用としてはセコバルビタールなどへの移行が試みられている。
連用により薬物依存症、急激な量の減少により離脱症状を生じることがある。向精神薬に関する条約のスケジュールIIIに指定されている。麻薬及び向精神薬取締法の第二種向精神薬である。

## 販売
1930年に、ネンブタールとしてアボット社が発売した。日本ではカルシウム塩の医薬品（ラボナ）が1952年に販売開始された。
麻酔用の注射剤のネンブタールは、アボット社の動物薬部門が流通させていたが、製造するホスピーラ社が工場を閉鎖したため、2005年にアメリカで販売を中止し、日本でも全世界に製造所がないことから2007年に販売中止した。
動物用医薬品の注射剤としては共立製薬がソムノペンチルを販売していたが、2019年に終売となった。

## 薬理
作用時間が不眠症にほどよい短時間～中間型である。

## 用途
日本でのラボナの適応は、不眠症、麻酔前投薬、不安緊張状態の鎮静、持続睡眠療法における睡眠調節である。
しかし、2012年の日本うつ病学会のうつ病の診療ガイドラインでは、バルビツール製剤は推奨されない治療に分類され、極力処方を回避すべきであるとしている。2013年の日本睡眠学会による睡眠薬のガイドラインでは、バルビツール酸系は深刻な副作用が多く、現在はほとんど用いられない、と勧告されている。

### 死刑制度
2010年には、人間の死刑執行において、本来用いられるチオペンタールが入手困難であったことから、問題があることが訴えられていたが代替薬として死刑囚に投与され物議を醸した。（アメリカではチオペンタールは製造停止した）

### 安楽死
安楽死ほう助団体であるディグニタスをはじめ、スイスやオランダでは安楽死の方法にペントバルビタールを使用している。

## 副作用
バルビツール酸系の常として、呼吸抑制が強く、麻酔作用を発揮する量と致死量との差が少ない。また遅効性であるために過剰摂取の危険性が増し、呼吸停止に至ってしまうことがある。
またバルビツール酸系は、慢性使用により作用に耐性を生じ物質誘発性不眠症に陥ることがあり、薬物依存を誘導してしまう。薬剤を増量すると今度は日中に物質誘発性過眠症を生じうる。

### 依存性
日本では2017年3月に「重大な副作用」の項に、連用により薬物依存症を生じることがあるので用量と使用期間に注意し慎重に投与し、急激な量の減少によって離脱症状が生じるため徐々に減量する旨が追加され、厚生労働省よりこのことの周知徹底のため関係機関に通達がなされた。調査結果には、日本の診療ガイドライン5つ、日本の学術雑誌8誌による要旨が記載されている。

### 死亡
2016年には、110種類の精神科治療薬を過剰摂取した日本のデータから、過剰摂取時に致死性の高い薬の1位の薬だと同定された。死亡例の14%の人に処方されているが、そうでない場合の処方率は0.1%であり、処方数に比較して最も死亡しやすい薬だと同定されている。

## 家畜・ペット
獣医学領域でも麻酔薬として使用されるが、イヌでは胎盤通過により胎子の仮死が生じるため、帝王切開などの手術時には用いられない。
アメリカでは、動物を安楽死させる際の麻酔薬としても用いられていた。